# Hyphoderma inusitatum
Hyphoderma inusitatum är en svampart som först beskrevs av H.S. Jacks. & Dearden, och fick sitt nu gällande namn av Ginns 1984. Hyphoderma inusitatum ingår i släktet Hyphoderma och familjen Meruliaceae.   Inga underarter finns listade i Catalogue of Life.